# Кришан, Георге
Георге Кришан настоящие имя и фамилия — Марку Джурджу (рум. Gheorghe Crișan; ок. 1733, с. Вака, Молдавское княжество (ныне Кришан, жудец Хунедоара, Румыния) — 1785, Алба-Юлия) — один из руководителей Трансильванского крестьянского восстания 1784—1785 годов. Национальный герой Румынии.

## Биография
Государственный крепостной. После усиления крепостной зависимости, 31 октября 1784 года Кришан собрал отряд из 600 человек в селе Местякэн (комтита Заранд) и отправился с ними в Алба-Юлию. Власти попыталась схватить Кришана, однако местные силы не справились с бунтующими. Крестьяне начали грабить дворянские поместья и церкви, и к началу ноября Заранд был охвачен восстанием. К восставшим присоединились крестьяне из комитатов Хунедоара и Арад, а также горнорабочие из Хунедоары, Бая-Маре, Марамуреша и Западно-Румынских гор. Помощь им оказали православные священники.
В конце 1784 году вместе с Хорией (настоящее имя Василе Урсу Никола) и Клошкой (Ион Оргэ) руководил крупным вооружённым выступлением крепостных крестьян Трансильвании против властей Австрии.
В ноябре 1784 года в период временного перемирия предъявил дворянам крестьянские требования: ликвидировать дворянство как класс, разделить его земли и установить равное налогообложение. Их требования были проигнорированы.
7 декабря в битве при Михэйлени Кришан потерпел поражение, а его войска разбежались. 27 декабря Хория и Клошка попали в плен, 30 января 1785 года туда же угодил и Кришан, однако в тот же день покончил жизнь самоубийством, повесившись на собственном поясе, не желая попадать под суд. 28 февраля Хория и Клошка были казнены колесованием в Алба-Юлии.

## Память

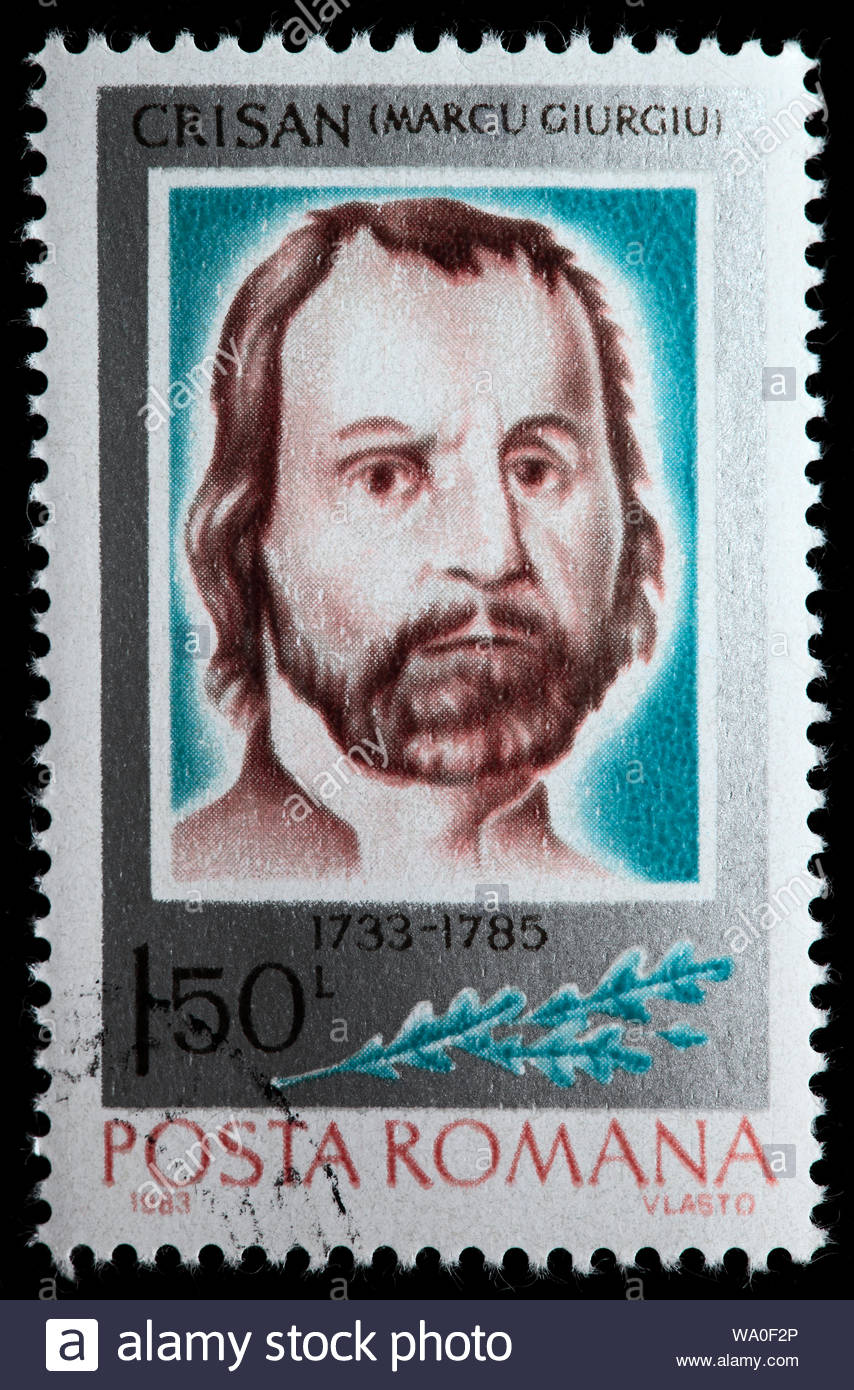
Почтовая марка Румынии, посвящённая Кришану

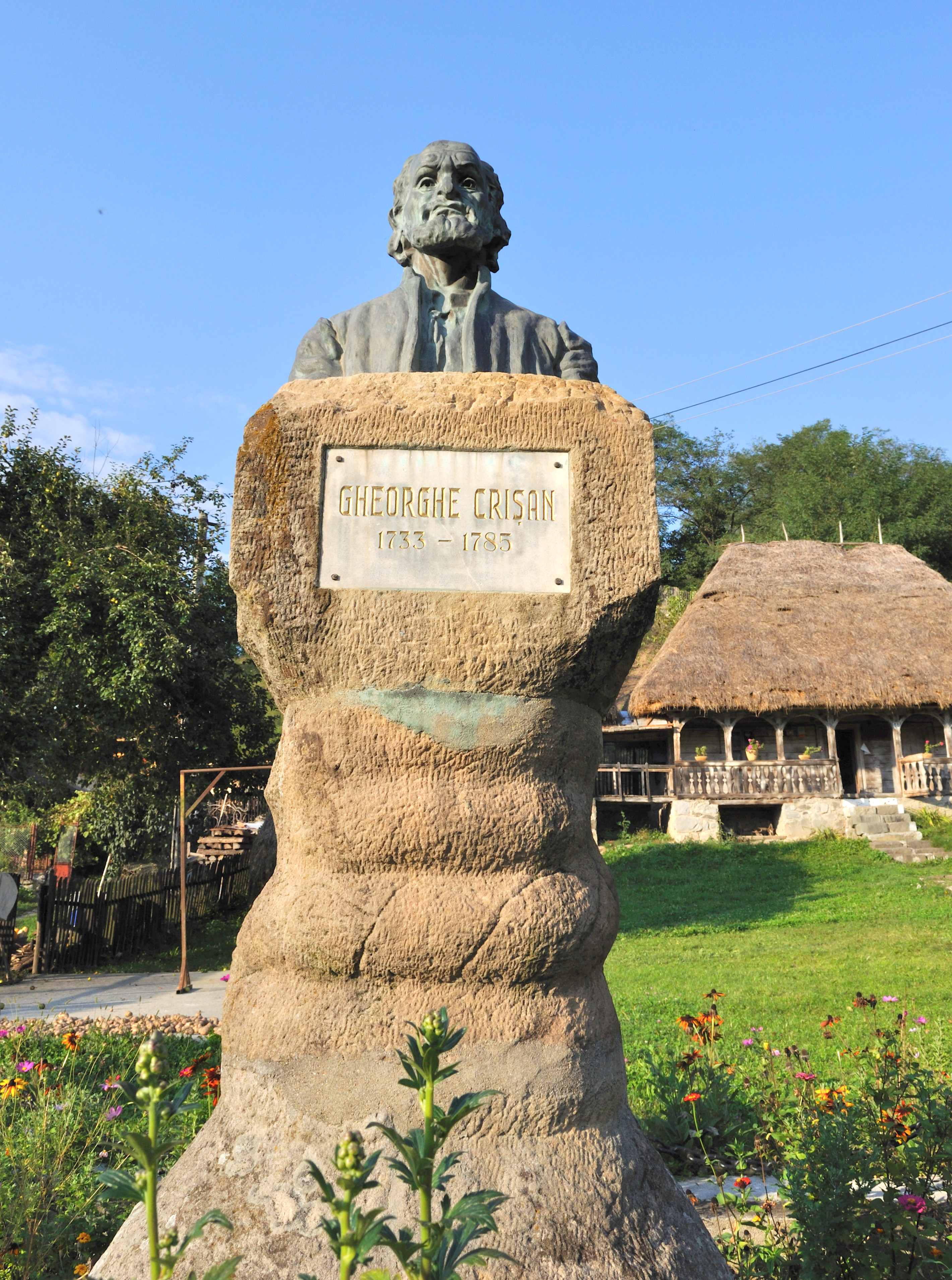
Бюст Кришана в родном селе

- Имя Кришан присвоено его родному селу (Кришан, жудец Хунедоара, Румыния).
- Его имя носит улица в Кишинёве.
- В Алба-Юлии установлены памятники крестьянским лидерам . Их имя носила 2-я пехотная дивизия «Хория, Клошка ши Кришан», участвовавшая в заключительных сражениях Второй мировой войны против румынских воинских соединений, отказавшихся поддержать новое правительство, объявившее войну Третьему Рейху после свержения режима Антонеску.
- В 1983 году Почта Румынии выпустила марку, посвящённую Кришану.
- Изображение Хории, Клошке и Кришану помещены на банкноту достоинством 100 румынских лей 1949 года.
- В 2020 году Палата депутатов Румынии приняла закон, согласно которому Хореи, Клошка и Кришан объявлены мучениками и национальными героями румынского народа[6]..